# Georgia Rule
Georgia Rule är en amerikansk film från 2007, i regi av Garry Marshall. I huvudrollerna syns bland andra Lindsay Lohan, Jane Fonda och Felicity Huffman. Filmen hade premiär i USA 11 maj 2007.

## Handling
Rachel Wilcox, en rebellisk och okontrollerbar tonårstjej släpas med av sin mamma för att tillbringa sommaren hos sin mormor Georgia Randall (Jane Fonda) Hennes resa kommer att leda till att de tre kvinnorna upptäcker begravda familjehemligheter och de kommer att förstå att vad som än händer så kommer aldrig banden att kunna brytas.

## Rollista
- Jane Fonda – Georgia Randall
- Lindsay Lohan – Rachel Wilcox
- Felicity Huffman – Lily Wilcox
- Dermot Mulroney – Simon
- Cary Elwes – Arnold
- Garrett Hedlund – Harlan wilson
- Christine Lakin – Grace
- Zachary Gordon – Ethan
- Laurie Metcalf – Paula
- Dylan McLaughlin – Sam
- Shea Curry – Melodee
- Héctor Elizondo – Izzy